# ایتامالیاگودا
ایتامالیاگودا (به لاتین: Ittamalliyagoda) یک منطقهٔ مسکونی در سری‌لانکا است که در استان مرکزی (سری‌لانکا) واقع شده‌است.